# آرثر غيلبرت
آرثر غيلبرت هو سياسي كندي، ولد في 1879 في كيبك في كندا، وتوفي في 1 يوليو 1932. انتخب عضو مجلس العموم الكندي.